# Lista personajelor din Cronicile Wardstone
O listă a tuturor personajelor din seria Cronicile Wardstone.

## Thomas J. Ward
Thomas Jason Ward este al șaptelea fiu al unui al șaptelea fiu. Aceasta înseamnă că s-a născut cu anumite haruri, care îl fac perfect pentru rolul de ucenic al Vraciului. Tom poate să-i vadă și să-i audă pe cei morți și este dușmanul înnăscut al Întunericului. Dar asta nu îl împiedică să se teamă, și va avea nevoie de tot curajul dacă vrea să reușească acolo unde alți douăzeci și nouă de ucenici au eșuat.
În ecranizarea romanului Ucenicul Vraciului, acesta va fi jucat de Ben Barnes.

## John Gregory/Vraciul
Vraciul este o figură inconfundabilă. Este înalt și are o înfățișare înspăimântătoare. Poartă o pelerină cu glugă, și întotdeauna are la el un toiag și un lanț de argint. La fel ca și ucenicul său, Tom, este stângaci și un al șaptelea fiu al unui al șaptelea fiu. Timp de mai bine de șaizeci de ani el a apărat Comitatul de toate lucrurile înfricoșătoare.
- Billy Bradley - fost ucenic al Vraciului. Moare ucis de un Spintecǎtor.
- Părintele Stocks - prieten si ucenic al Vraciului, devenit preot. Moare în Bătălia Vraciului înjunghiat de Wurmalde.

## Alice Deane
Tom nu poate să iși da seama dacă Alice e rea sau bună. Ea îi îngrozește pe băieții din sat, se înrudește cu două dintre cele mai malefice clanuri ale vrăjitoarelor (Malkin și Deane) și de multe ori a folosit magia neagră. Însă ea a fost învățată toate aceste lucruri vrăjitorești împotriva voinței sale și l-a salvat pe Tom din câteva situații foarte dificile. Ea este fiica Celui Rau si in multe situații prefera folosirea magiei negre decat lupta.

## Zenobia/Lamia
Mama lui Tom a știut dintotdeauna că fiul ei va deveni ucenicul Vraciului. Ea îl numește " darul ei pentru Comitat". Mamă iubitoare, tămăduitoare și moașă pricepută, ea a fost întotdeauna puțin diferită. 
În Sacrificiul Vraciului și I Am Grimalkin originea acesteia este treptat dezvăluită: numită Lamia sau Zenobia, aceasta este prima vrăjitoare lamia și este în conflict cu alt Zeu Vechi, Ordeen. În Sângele Vraciului îi dezvăluie lui Tom că Alice trebuie să moară, iar el să folosească trei săbii legendare, printre care și Spada Destinului, pentru a-l îndepărta definitiv pe Diavol.

## Bill Arkwright
Fost ucenic al Vraciului. Traiește într-o moară cu stafiile părinților săi și cu câinii: Colț si Gheară. În cartea a cincea el îl antrenează pe Tom. Îl învață să înoate, să se lupte , să descopere kelpiile, trombele și vrajitoarele-de-apă. Bea foarte mult vin, dar încearcă să se lase de `acest demon`. Este stângaci și are ochii verzi. 
Rǎmâne în urmǎ pe Ord ca sǎ-i reținǎ pe slujitorii Întunericului și ca sǎ le dea timp celorlalți sǎ scape. Moare laolaltǎ cu ei atunci când Ordul se reîntoarce în Întuneric.
- Colț și Ghearǎ sunt cei doi câini-lup ai lui Bill. Colț este ucis de Morwena în Greșeala Vraciului

## Familia Ward

### John Ward
Tatal lui Tom. I-a dăruit lui Tom o cutie cu iască și un amnar. A găsit-o pe mama lui Tom pe o stâncă de lângă mare legată de un lanț de argint. A fost marinar înainte de a se retrage la fermă, spunea foarte multe povești frumoase de pe timpul când era marinar. Moare de pneumonie în Secretul Vraciului.
- Jack - fratele cel mai mare al lui Tom
- Ellie - soția lui Jack Ward
- Mary Ward - fiica lui Jack si a lui Ellie
- James - al doilea copil născut

## Alte personaje
- Andrew Gregory - Fratele lui John Gregory, Andrew este un lăcătuș în Priestown, dar se mutǎ în Anglezarke în Blestemul Vraciului. El a inventat o cheie care deschide aproape toate ușile și a refăcut cheia Porții de Argint.în Blestemul Vraciului

- Matt Finley - fierarul din orașul Downham

- Matthew Gilbert - cǎpitanul feribotului din Caster.Moare omorat de Diavol în Greșeala Vraciului

- Fratele Peter - frate la catedrala din Priestown. Moare omorât de Urgia|Urgie prin tescuire în Blestemul Vraciului

- Magistratul Nowell - magistrat, traiește in Conacul Read. Este omorât de către Tibb în Bătălia Vraciului

- Guvernatorul Barnes - guvernatorul armatei

## Antagoniști

### Pǎrintele Cairns
Părinte la catedrala din Priestown, un vǎr al Vraciului, acesta nu este în relații bune cu maestrul lui Tom. În Blestemul Vraciului, acesta profită de naivitatea băiatului pe care-l atrage în catedrală când îl trădează pe John Gregory și trimite gărzile după acesta, dar toate acestea se dovedesc a fi "influente" ale Urgiei din catacombele din Priestown.

### Morgan Hurst
Fost ucenic al Vraciului. Fiu al lui Emily Burns cu Edwin Furner, un al șaptelea fiu. Necromant și mag, invocă spiritele morților pentru a primi bani. Îl invocă pe tatăl lui Tom ca să-l motiveze pe Tom să-i aducă grimoarul, o veche carte cu vrǎji. Morgan este omorât de Golgoth dupǎ ce folosește un ritual pentru a-l aduce în lume.
- Familia Hurst - familia care l-a adoptat pe Morgan.
- Eveline - fiica soților Hurst, sora moartă al lui Morgan
- Emily Burns - o fostǎ iubire  Vraciului și a fratelui său, preotul din Horshaw, mama lui Morgan și soția lui Edwin Furner
- Edwin Furner - soțul lui Emily Burns și tatǎl lui Morgan, un al șaptelea fiu

### Inchizitorul
Corupt și lacom, Inchizitorul profita de autoritatea bisericii pentru a acuza și omorâ vrǎjitoare, vrajitori și vraci. Fǎrǎ dovezi solide el îi ardea pe rug și încasa ulterior valoarea tuturor proprietǎților lor. Este omorât de Urgie la ordinele lui Alice când Inchizitorul era pe urmele lui Tom și ale Vraciului în Blestemul Vraciului.

### Vrǎjitoare
Dintre cele mai temute slujitoare ale Întunericului, vrǎjitoarele sunt
- Benigne - vrǎjitoare care își folosesc puterile ca sǎ ajute alți oameni
- Inconștiente - vrǎjitoare care nu știu ce sunt
- Nocive - vrǎjitoare malevolente care folosesc magie de sânge, de oase sau magie familiară. Nu suportă să treacă peste apă curgătoare, sare, argint, piliturǎ de fier și toiagul din lemn de Scoruș-de-Munte. Singurele căi prin care pot fi omorâte definitiv sunt arderea și devorarea inimii.

#### Clanul Malkin
- Anne Malkin - șefa clanului Malkin

##### Grimalkin
Asasina clanului Malkin, aceasta a preluat acest titlu la 17 ani când a învins-o în duel pe fosta asasină, Kernolde. 
Mama Malkin
Bunica Osoasei Lizzie, o vrǎjitoare nocivǎ care practicǎ magia oaselor și magia sângelui 
Osoasa Lizzie
Adevǎrata mamǎ a lui Alice și nepoata mamei Malkin, ea e o vrǎjitoare nocivǎ care practicǎ magia oaselor 
Tusk este fiul Mamei Malkin 
Maggie este o vrǎjitoare moartă, una dintre cele care ieșeau din Râpa Vrăjitoarelor 

#### Clanul Deane
- Florence Deane - șefa clanului Deane

##### Agnes Sowerbutts
Mătușa lui Alice, una dintre cele mai talentate tămăduitoare, aceasta s-a depărtat de clanul ei după căsătorie, devenind o vrǎjitoare benignǎ în satul Vântoasele. Este cu un cap mai micǎ decât Alice și "pe cât de înaltǎ, pe-atât de latǎ", cu un zâmbet cǎlduros. De asemenea foarte abilă în magia oglinzilor, aceasta i-a ajutat pe Tom, Alice și a vindecat-o pe Grimalkin de otrava lupului kretch. Drept consecință aceasta a fost capturată de inamicii ei, torturată și ucisă în I Am Grimalkin.

#### Clanul Mouldheel
- Mab Mouldheel - șefa clanului Mouldheel
- Jennet Mouldheel - sora lui Mab
- Beth Mouldheel - sora lui Mab

Mab Mouldheel este o vrăjitoare puternica ce prezice viitorul.  Are 15 ani dar întrece multe vrăjitoare. Este destul de draguta , avand par blond si ochi verzi.  Ea este îndrăgostită de Tom dar acesta o trădează (in vol. 4) , aceasta acceptând sa li se alature clanurilor Malkin si Deane pentru învierea Celui Rau. Ea apare din nou in volumul 6 in scopul de ai ajuta pe Tom si mama acestuia in lupta unei zeități puternice , numita Ordeen.

#### Wurmalde
Principalul antagosnist din Bătălia Vraciului, aceasta vine in Comitat pentru a uni clanurile vrăjitoarelor și a-l invoca pe Diavol.Fiind una dintre inamicele mamei lui Tom si cea care a legat-o de stanca, Wurmalde foloseste farmecul pentru a-l pacali pe Nowell asfel incat sa o creada ori ce ar fi spus si de asemenea fiind adevaratul "conducator" al Pendlelului.La scurt timp după reușita ritualului este aruncată de la înălțime de una dintre surorile lamia ale mamei lui Tom pe Stanca Sangelui.

#### Vrǎjitoare de Apǎ

##### Morwena
Fiica Diavolului, vrǎjitoare de apa. Ea este un  puternic inamic pentru Tom (in Greseala vraciului) . Puterea ei consta in ochiul de sange (te poate vraji astfel incat nu te mai poti misca ).  Are degetele unite si nasul fara care. La sfarsitul cartii a 5 a va avea loc bătălia cu Morwena si ajutoarele acesteia (vrăjitoare de apa ) .

#### Vrǎjitoare Lamia
Vrǎjitoarele Lamia sunt caracterizate de "semnul șarpelui", o dungǎ de solzi pe coloanǎ, în forma lor umanǎ. Lamiile ating aceastǎ formǎ și un intelect și control superioare în urma contactului prelungit cu oamenii. Ele se pot împărți în douǎ categorii:
- terestre - caracteristice comitatului
- cu aripi, numite și vaengir, sunt des întâlnite în Grecia

Meg Skelton este o vrajitoare Lamia domesticita. A fost trimisă in Grecia cu sora ei, Lamia salbatica, Marcia Skeleton.
Marcia Skelton este o vrajitoare Lamia sălbatică, sora lui Meg Skelton.
Wynde este sora Zenobiei, omorâtă de un kretch pe urmele lui Grimalkin.
Slyke este sora Zenobiei

### Demoni

#### Urgia
Demon antic legat în catacombele orașului Priestown. Se hrǎnește cu sângele dat de bunǎ voie, face târguri cu victimele sale și le ia în stǎpânire voința. Deși este inițial incapabil sǎ ia formǎ solidǎ, acesta își poate regla masa, strivindu-și victimele printr-un proces numit 'tescuire'. În urma unei confruntǎri cu el Vraciul fusese cât pe ce sǎ moarǎ, dar Tom reușește în cele din urmă să-l omoare, legându-l cu lanțul de argint și înjunghiindu-l.

#### Diavolul
Întruchiparea Întunericului acesta este adus în lume de Lammas de cǎtre cele trei clanuri de vrǎjitoare din Pendle: Malkin, Deane și Mouldheel sub îndrumarea lui Wurmalde. Ele îi ordonǎ sǎ-l omoare pe Tom, dar dupǎ trei zile Diavolul se elibereazǎ de jugul lor și renunțǎ temporar. Acesta apare din nou în Greșeala Vraciului și ia înfǎțișarea cǎpitanului de feribot omorât, Matthew Gilbert, și, din nou în Sacrificiul Vraciului încercând să-l tenteze pe Tom sau șantajându-l. Tom, Vraciul și Grimalkin îl leagǎ în Destinul Vraciului, pentru ca în Sângele Vraciului Tom să afle de la Mama lui că, pentru a-l învinge definitiv pe Diavol, are nevoie de trei spade legendare (Sabia Destinului fiind una dintre ele) și să renunțe la Alice, care pornește în căutarea ultimei săbii, chiar în tărâmul Celui Rău.

### Vechii Zei
Golgoth este unul dintre vechii Zei, apare în Secretul Vraciului.

#### Pan
Vechi Zeu, Pan este adus de magii-țapi în Irlanda pentru a le spori puterile, însă face o înțelegere cu Tom, acesta să îi împiedice pe fanatici să-l mai invoce în lumea lor, iar el o aduce pe Alice înapoi din tărâmul Diavolului după ce ucenicul, vraciul și Grimalkin îl leagă în Bârlogul Dragonului.

#### Morrigan
Zeitate celtică, Morrigan este venerată de vrăjitoarele celtice, una din cele patru grupări principale de vrăjitoare din Cronicile Wardstone, alături de vrăjitoarele din Pendle, vrăjitoarele Lamia (descendenții Lamiei, mama lui Tom) și cele din România (se închină la Șișcoi, cel mai puternic dintre demonii controlați de Diavol).

#### Ordeen
Era zeita care aparea din 7 in 7 ani in Grecia prin portalul sau, aducand la suprafata tinutul Ord. Era o zeita foarte puternica ce facea prapad in urma sa si a creaturilor sale, aspectul sau real, din spatele mastii de femeie, fiind unul al unei soparle imense ce scuipa foc. Ea este invinsa de catre Tom si mama sa.

#### Șișcoi
Zeul vampiric Șișcoi este inspirat din folclorul românesc (Șișcoi = strigoi, stafie), fiind invocat de vrăjitoarele malefice din România pentru a-i veni în ajutor Diavolului, legat în Bârlogul Dragonului, Irlanda.

### Duhuri rele
- Păroase
- Spintecătoare
- Care-Bat-La-Ușă
- Aruncătoare de pietre

### Alte Creaturi
- Trombe
- Kelpie
- Elementarii

#### Kretch
Creaturi foarte puternice cu durată de viață limitată.
- Tibb - "vǎzǎtor", creaturǎ creată de clanul Malkin pentru a constracara puterea căpeteniei clanului Mouldheel, Mab
- Creatură jumătate lup, jumătate om, fiul unei lupoaice și al demonului Tanaki, creată pentru a o înfrânge pe Grimalkin și a-i lua capul Diavolului